# Classe King George V (nave da battaglia 1939)
La classe di navi da battaglia King George V, varate nel 1939, furono le migliori navi di questo tipo a servire nella Royal Navy durante la seconda guerra mondiale. Erano navi molto particolari, caratterizzate da un compromesso fra protezione, velocità e potenza di fuoco dettato dal rispetto del limite delle 35.000 tonnellate fissato dai trattati internazionali e avevano l'inconfondibile torre britannica quadrinata, costituita da 2 coppie di cannoni, che ebbe un parallelo solo con la Francia (che realizzò le classi Dunkerque e Richelieu).
Il progetto delle nuove navi da battaglia inglesi si affidava al contenimento del dislocamento grazie a dimensioni assai compatte, che riducevano la superficie da proteggere. Originariamente, il progetto verteva su ben 3 torri quadruple da 356mm, ma la riprogettazione che venne fatta, per tenere conto delle aumentate esigenze di protezione, determinò l'abbandono di tale soluzione e l'installazione di una torre binata che consentì un risparmio apprezzabile di peso, ma anche accese polemiche per via che la potenza di fuoco, affidata ad armi di calibro assai modesto, ne soffriva in maniera sensibile.

## Protezione
Le navi di questa classe possedevano una delle corazzature più spesse del tempo. Il concetto adottato era quello del "all or nothing", già adottato sulla classe Nelson, che concentrava le corazze essenzialmente solo nelle aree vitali, risparmiando il peso dove serviva maggiormente, in maniera da resistere almeno nelle aree vitali al munizionamento avversario. La cintura principale a metà nave era spessa 356 mm, 127-178 verso prua e poppa. La cintura inferiore era spessa 76 mm. La protezione del ponte era di 178 mm. Le corazzature delle torri principali avevano 406 mm frontalmente e 208–305 mm lateralmente. Il torrione di comando possedeva 318 mm di spessore. Globalmente il peso della corazzatura era stimato superiore alle 14.000 t, come in altre classi di corazzate europee, che però "sforavano" ampiamente le 35.000 tonnellate standard.

## Armamento
La disposizione dell'armamento principale era anticonvenzionale: una torre quadrinata a prua e a poppa, una binata a prua. Il risparmio di peso era rilevante rispetto al progetto originario, con la torre binata di 900 tonnellate Mk II contro le 1500 della quadrinata Mk III.
Il progetto originale prevedeva nove cannoni da 15 pollici, 381 mm, in tre torri, due a prua e una a poppa. Mentre questo era entro le capacità di costruzione dei britannici, questi si sentirono obbligati a rispettare il secondo trattato navale di Londra, firmato nel 1936, anche se le altre nazioni ne stavano violando i limiti (specialmente riguardo al calibro dei cannoni). Peraltro, lo sviluppo dei cannoni da 381 mm, lunghi 45 calibri, incontrava discrete difficoltà: una loro adozione avrebbe ritardato l'entrata in servizio delle navi di un anno. In conseguenza di ciò il progetto venne cambiato a dodici cannoni da 14 pollici in tre torri ed in questa configurazione avrebbero avuto una bordata più pesante che non nove cannoni da 15 pollici.
Il calibro iniziale dei cannoni fu, con rammarico di Winston Churchill, un po' basso: 14 pollici (ovvero circa 356 mm) mentre già le navi della precedente classe Nelson (anch'esse inglesi, ma con nove cannoni da 406 mm, anche se inferiori per velocità), le statunitensi North Carolina e le tedesche della classe Bismarck montavano già cannoni di calibro maggiore.
Anche se è stato argomentato che questo armamento dava una bordata inferiore a quella degli otto cannoni da 15 pollici della tedesca Bismarck e della sua nave sorella la Tirpitz, i progettisti di questa classe fecero notare che i dieci cannoni Mk VIII da 14 pollici avevano un vantaggio rispetto agli otto da 15 pollici della classe Bismarck: alla normale distanza di combattimento i cannoni da 14 pollici avrebbero potuto penetrare praticamente qualunque corazzatura navale e comunque sparare con una cadenza di fuoco superiore. Inoltre nel normale cattivo tempo dell'Atlantico del nord la gittata superiore dei calibri maggiori non era necessaria. Resta peraltro il fatto che i cannoni inglesi potevano penetrare una corazzatura da 350 mm a circa 12.500 metri, grossomodo come i cannoni della generazione precedente, da 381 mm, ma le unità classe Bismarck potevano fare altrettanto ad oltre 21.000. Solo i cannoni tedeschi da 280 mm erano altrettanto modesti.
Il problema non era però solo la potenza dei cannoni, che con i 10 esemplari contro i 12 originari finivano per non avere più il vantaggio dell'elevata cadenza di tiro complessiva, ma anche le torri, che nel modello quadrinato erano decisamente inaffidabili, cosa che rimase a lungo un preciso svantaggio della classe, incapace praticamente di sviluppare la propria potenzialità.
Le armi secondarie erano i cannoni calibro 133 DP, capaci di essere impiegati sia come armamenti antiaerei, che antinave. La potenza di tali artiglierie, che costituivano un tentativo di unificare le esigenze antisilurante ed antiaerea, ma si dimostrarono anch'esse piene di problemi da risolvere, tanto che i cannoni da 114mm DP erano assai meglio considerati (i 102 mm, invece, erano davvero troppo leggeri). Con munizioni pesanti 38 kg, la gittata di 22.000 metri e la capacità di essere usati ad alti angoli d'elevazione, questi cannoni si ritrovarono con almeno 2 problemi pratici: da un lato, anche in teoria, essi avevano una potenza ridotta contro bersagli di superficie, mentre come armi antiaeree erano davvero troppo pesanti. Ma soprattutto, la scarsa affidabilità che ridusse la cadenza di tiro pratica da ben 18 ad appena 8 colpi al minuto. Sedici di tali cannoni, con un ottimo campo di tiro, erano sistemati in torri binate lungo i fianchi delle sovrastrutture.
Tra le altre armi importanti erano i cannoni Vickers da 40 mm, le famose mitragliere 'pom-pom', installate in impianti ottupli che ne miglioravano teoricamente la concentrazione di fuoco, ma che in pratica erano difficili da alimentare e da mantenere, rendendo assai scarsa l'efficienza complessiva della difesa ravvicinata antiaerei, tanto che le armi Bofors di pari calibro, in installazioni binate, erano considerate assai superiori.
Rimane da sottolineare come con 10 cannoni di grosso calibro, le King George V furono le navi con il maggior numero di pezzi d'artiglieria costruite dopo il 1930, poiché le progettate corazzate statunitensi classe Montana e francesi classe Alsace non furono mai costruite.

## Navi
| Nome            | Pennant number | Significato del nome                                                            | Costruttori                       | Ordine           | Impostazione    | Varo             | Completamento                          | Fine                                                     |
| --------------- | -------------- | ------------------------------------------------------------------------------- | --------------------------------- | ---------------- | --------------- | ---------------- | -------------------------------------- | -------------------------------------------------------- |
| King George V   | 41             | Giorgio V padre del Re regnante in quel periodo                                 | Vickers-Armstrong                 |                  | 1º gennaio 1937 | 21 febbraio 1939 | 11 dicembre 1940 (Entrata in servizio) | Venduta per essere demolita nel 1957                     |
| Prince of Wales | 53             | Principe di Galles titolo assegnato all'erede al trono britannico               | Cammell Laird, Birkenhead         | 29 luglio 1936   | 1º gennaio 1937 | 3 maggio 1939    | 31 marzo 1941                          | Affondata il 10 dicembre 1941 nel Mar cinese meridionale |
| Duke of York    | 17             | Duca di York titolo assegnato al fratello minore dell'erede al trono britannico | John Brown and Company, Clydebank | 16 novembre 1936 | 5 maggio 1937   | 28 febbraio 1940 | 4 novembre 1941 (Entrata in servizio)  | Demolita nel 1957                                        |
| Anson           | 79             | George Anson                                                                    | Swan Hunter                       |                  | 20 luglio 1937  | 24 febbraio 1940 | 22 giugno 1942                         | Demolita nel 1957                                        |
| Howe            | 32             | Richard Howe                                                                    | Fairfields                        | 28 aprile 1937   | 1º giugno 1937  | 9 aprile 1940    | 29 agosto 1942 (Entrata in servizio)   | Demolita nel 1958                                        |

## Servizio

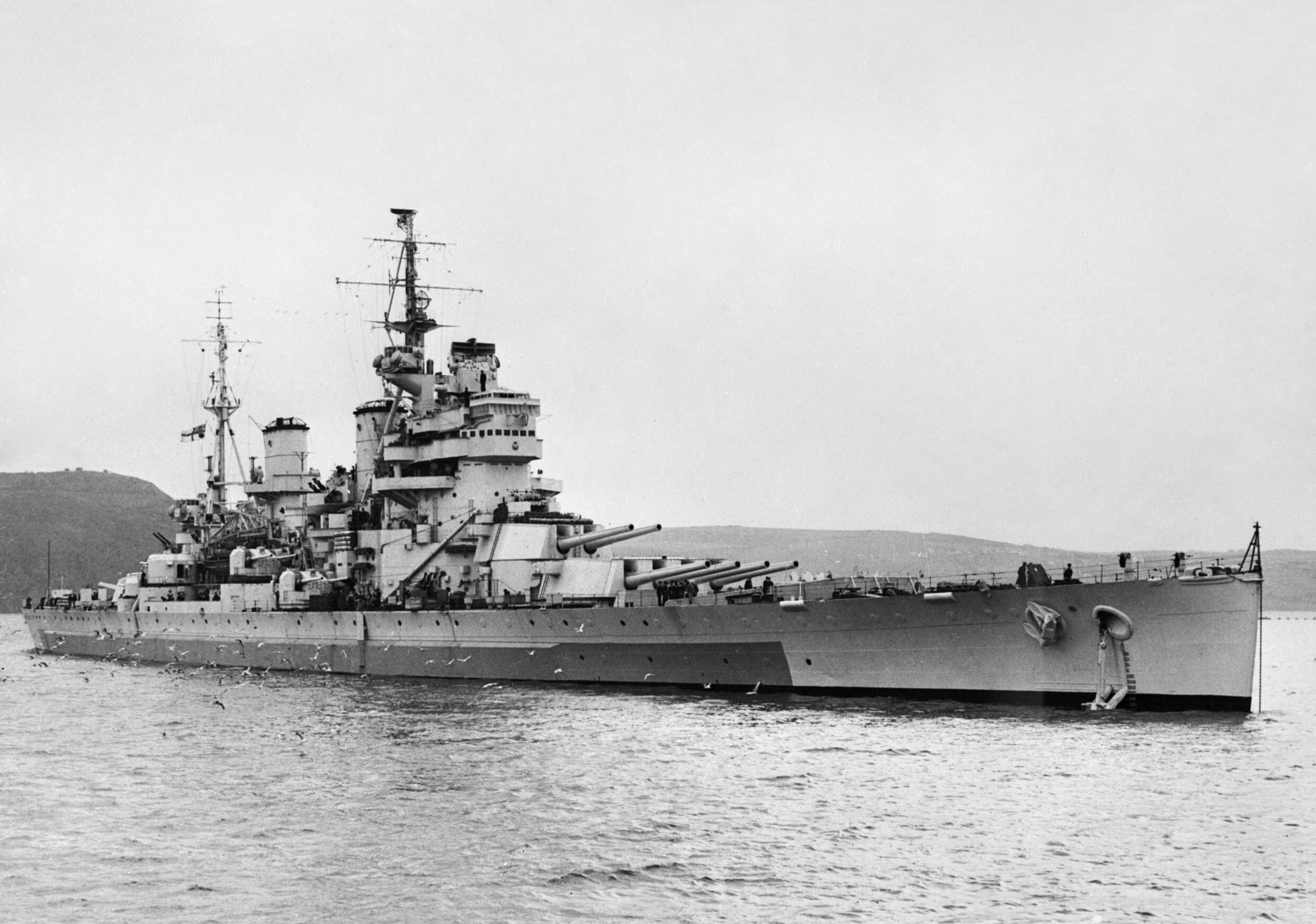
La Anson nel 1945

Il trattato navale di Washington successivo alla prima guerra mondiale che imponeva seri limiti alla costruzione di navi da battaglia era stato esteso dal trattato navale di Londra. Questo, però, scadeva nel 1936 ed un suo rinnovo era considerato improbabile a causa dell'aumentata tensione tra le varie potenze navali. La classe venne progettata tenendo presente questo fatto.
Le navi di questa classe vennero costruite in un'era in cui le portaerei iniziarono a soppiantare le navi da battaglia, ma nonostante ciò la King George V, la Prince of Wales e la Duke of York videro tutte il tipo di azione nave da battaglia contro nave da battaglia per cui erano state concepite. La King George V e la Prince of Wales parteciparono all'affondamento della Bismarck nel maggio 1941, la seconda delle quali con la sorte di venire gravemente colpita da 7 proiettili tedeschi ricambiando con 3 centri contro la Bismarck. La King George V colpì assieme alla Rodney la corazzata tedesca, rimasta con il timone bloccato dopo un attacco degli aerosiluranti britannici, e nondimeno ricusante la resa. La Duke of York contribuì ad affondare l'incrociatore da battaglia tedesco Scharnhorst il 26 dicembre 1943, nell'altra disperata battaglia conosciuta come battaglia dell'Isola degli Orsi nel mare di Barents.
Il Prince of Wales venne affondato nel dicembre 1941 al largo della Malaysia il 10 dicembre 1941, assieme alla Repulse, colpito dagli aerei della marina giapponese (di base a terra), provocando uno shock nello schieramento navale alleato.
HMS Anson e HMS Howe passarono buona parte del loro servizio nella scorta di convogli, in particolare la Anson scortò parecchi convogli verso Murmansk, poi venne impiegata durante l'operazione Husky e i tentativi di affondare la nave da battaglia tedesca Tirpitz, gemella della Bismarck; infine fu l'ammiraglia della British Pacific Fleet fino alla resa del Giappone.
Anche la HMS Howe passò parecchio tempo operativo nella scorta di convogli artici, partecipò alla operazione Husky e alla resa della flotta italiana a Malta, poi venne inviata nel Pacifico; dopo la guerra fu la nave comando dello squadrone di addestramento fino alla messa in riserva del 1950.
Le rimanenti quattro navi della classe sopravvissero alla seconda guerra mondiale e furono smantellate nel 1957.
La classe Lion avrebbe dovuto rimpiazzare la classe King George V, ma nessuna nave di questa classe venne completata.